# Inger Schörling
Inger Schörling este un om politic suedez, membru al Parlamentului European în perioada 1999-2004 din partea Suediei.
1. 1 2 3  Schörling, Gerd Inger Maria, Sveriges befolkning 2000[*]
2. ↑  Deputații în Parlamentul European